# فلامية
فلاميه هي قرية فلسطينية تبعد 5كم من الشمال الشرقي لمدبنة قلقيلية و 1.5 كم شرق الخط الأخضر (خط الهدنة 1949).

## حدودها
يحدها من الشرق قرية كفر جمال ومن الجنوب قرية جيوس ومن الشمال الشرقي قرية كفر صور. بينما يحاذيها من الغرب الخط الأخضر والجدار الفصل العنصري. يبلغ عدد سكان القرية 1200 نسمة وغالبيتهم من الفلاحين والمزارعين وقد أقيمت في عام 721 حسب روايات كبار السن فيها ويوجد ايضاَ في القرية قبور تعود لزمن القائد صلاح الدين الايوبي.

## سبب التسمية
يرجح ان يكون اسمها مركبا من الفلا والماء لهذا سميت بهذا الاسم لوفره الماء والفلا (ظل الاشجار) فيها. فيها بعض الاثار القديمة مثل: المسجد القديمة، خربة يوبك، خربة نشا، والبد، وهناك سور قديم يحيطها، بناه قائد تركي حين اتى الملك حسين (ملك الأردن) بأمر منه.

## عائلاتها
يسكن القرية أفراد ينتمون إلى عدة عائلات منها: عائلة أبو ظاهر، شهوان، عبد النبي، زيد، خلف، جمعة، الشافعي. ينسب إلى القرية الشيخ إسماعيل بن محمد الانصاري الذي هاجر مع عائلته إلى الأردنن حين هوجمت القرية من قبل قوات الاحتلال الإسرائيلي ، نزحت وهاجر من القرية عدة عائلات إلى عدة دول عربية محيطة.

## عن القرية
كان لسكان القرية موقف صلب ومقاوم تجاه الاعتداءات المتكررة التي شنتها العصابات الصهيونية في بدايات الخمسينات من القرن الماضي والتي استهدفت تهجير السكان، فمثلا في عام 1951 نسف الاحتلال أحد بيوت القرية ما ادى في حينه استشهاد المواطن مجاهد صالح أبو ظاهر صاحب المنزل وابنه طاهر وابنته يسرى وفي العام 1953 وقع اعتداء اخر استمر إلى اربع ساعات ونصف قدمت خلاله القرية مختارها الشيخ قاسم محمد قاسم شهيدا وجرح اربع من ابنائها بعد ان دمر الاحتلال حينها منزلين من بيوتهم ولم تنسحب القوة المهاجمة الا بعد ان جوبهت بمقاومه عنيفه ادت الي مقتل قائد الدوريه المهاجمة وفشلت في تحقيق ما خططت له
الأرض
تم تصنيف ما مساحته 68 دونم من قريه فلاميه (2.8% من المساحة الكلية للقريه)كمنطقه ب وهي المناطق التي تقع فيها المسؤولية عن النظام العام ع عاتق السلطة الفلسطينية وتبقى إلى إسرائيل السلطة الكاملة ع الامور الامنيه بينما تم تصنيف الجزء المتبقي من القرية 2314 دونما (97.2% من المساحة الكلية للقريه) كمنطقه ج وهي المنطقة التي تقع تحت السيطرة الكاملة للحكومة الاسرائيليه وهذه الأراضي في غالبيتها اراضي زراعيه ومناطق مفتوحه وهذه التقسيم بحسب اتفاقيه اسلو الثانية للعام 1995.
كانت لخطه العزل العنصرية الاسرائيليه والمتمثله ببناء الجدار اثر سلبي ومدمر ع قريه فلاميه فحسب ما جاء بالتعديل الاخير للجدار تبين ان مقطعا من الجدار بطول 1.4 كيلو متر سوف يقوم ع اراضي القرية يعزلها ضمن المنطقة العزل الغريبه التي تسعى اسرائبل إلى ضمها من خلال بناءها للجدار وقد تبين ان الاحتلال الإسرائيلي قد انجز بناء الجدار على اراضي القرية الامر الذي عمل على عزل ومصادره 1482 دونما ما نسبته 62.2% من المساحة الكلية للقريه والتي غاليتها من الأراضي الزراعية والمناطق المفتوحة
ان غالبية الأراضي التي اقتطعها الجدار في القريه هي اراضي زراعيه يعتمد عليها اهالي القرية لتامين كوتهم ومصدر رزقهم وهذا بالاضافه إلى عزل جزء من المناطق المفتوحة في القرية والتي تستخدمها اهالي القرية لرعي اغنامهم وهي أيضا المتنفس الوحيد لاهالي القرية في المستقبل.
الزراعة
يزرع في اراضي القرية: الزعتر والجوافه الافوكادو والخضار والحبوب بانواعها والحمضيات حيث يتم تصدير كميات هائله من الحمضيات والخضار إلى الدول المجاورة كما يوجد مشاتل لاشجار المثمره والزينة
الصعوبات التي تواجه القرية
1- عزل مساحه كبيره من اراضي القرية نتيجه اقامه جدار الفصل نتج عنه مشاكل كثيره للمزراعين مما ادى إلى هجره الشباب من القرية
2- عدم توفر خدمات اللازمة لحياة المواطن
3- عدم توفر فرص عمل كافيه للشباب
4-عدم الحصول على اولويه الدعم من بعض المؤسسات